# Fredrik Kjos
Jan Fredrik Kjos, född Sundström 4 november 1960 i Farsta församling i Stockholm, är en svensk moderat politiker och sedan valet 2018 kommunstyrelsens ordförande i Upplands-Bro. Innan dess var han oppositionsråd från år 2014.

## Utbildning och yrkeskarriär
Fredrik Kjos läste juridik på Stockholms universitet mellan åren 1985-1990 och började därefter jobba som kapitalförvaltare på bland annat Skania och Swedbank.

## Privatliv
Ett av Fredrik Kjos barn var Elin Kjos.